# ديف موريس (كاتب)
ديف موريس (بالإنجليزية: Dave Morice)‏ (10 سبتمبر 1946، سانت لويس في الولايات المتحدة)؛ روائي أمريكي.